# Stefaniola rotunda
Stefaniola rotunda är en tvåvingeart som beskrevs av Möhn 1971. Stefaniola rotunda ingår i släktet Stefaniola och familjen gallmyggor. Inga underarter finns listade i Catalogue of Life.